# 세르게이 노비코프 (수학자)
세르게이 페트로비치 노비코프(러시아어: Серге́й Петро́вич Но́виков, 1938년 3월 20일~2024년 6월 6일)는 러시아의 수학자이다.
노비코프는 소비에트 연방 고리키에서 태어났다. 아버지 표트르 세르게예비치 노비코프와 어머니 류드밀라 프세볼로도브나 켈디시(러시아어: Людмила Всеволодовна Келдыш) 둘 다 유명한 수학자였다. 노비코프는 1955년에 모스크바 대학교에 입학하였고, 1960년 졸업하였다.
스테클로프 수학연구소(Математический институт имени В.А.Стеклова) 기하학·위상수학과의 과장을 지냈다.